# Valeria Mazza
Valeria Raquel Mazza (Rosario, 17 de febrero de 1972) es una modelo, conductora de televisión y empresaria argentina. Fue la primera supermodelo nacida en Hispanoamérica.
Su éxito no solo se debe a su carrera en el modelaje, sino también a sus actividades sociales entre los que se encuentran el cargo de Embajadora Internacional de Olimpíadas Especiales en 1993 y madrina del área pediátrica de alta complejidad del Hospital Universitario Austral de Pilar.

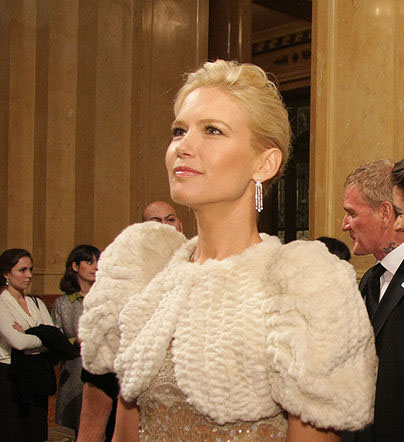
Valeria Mazza durante la reapertura del Teatro Colón.

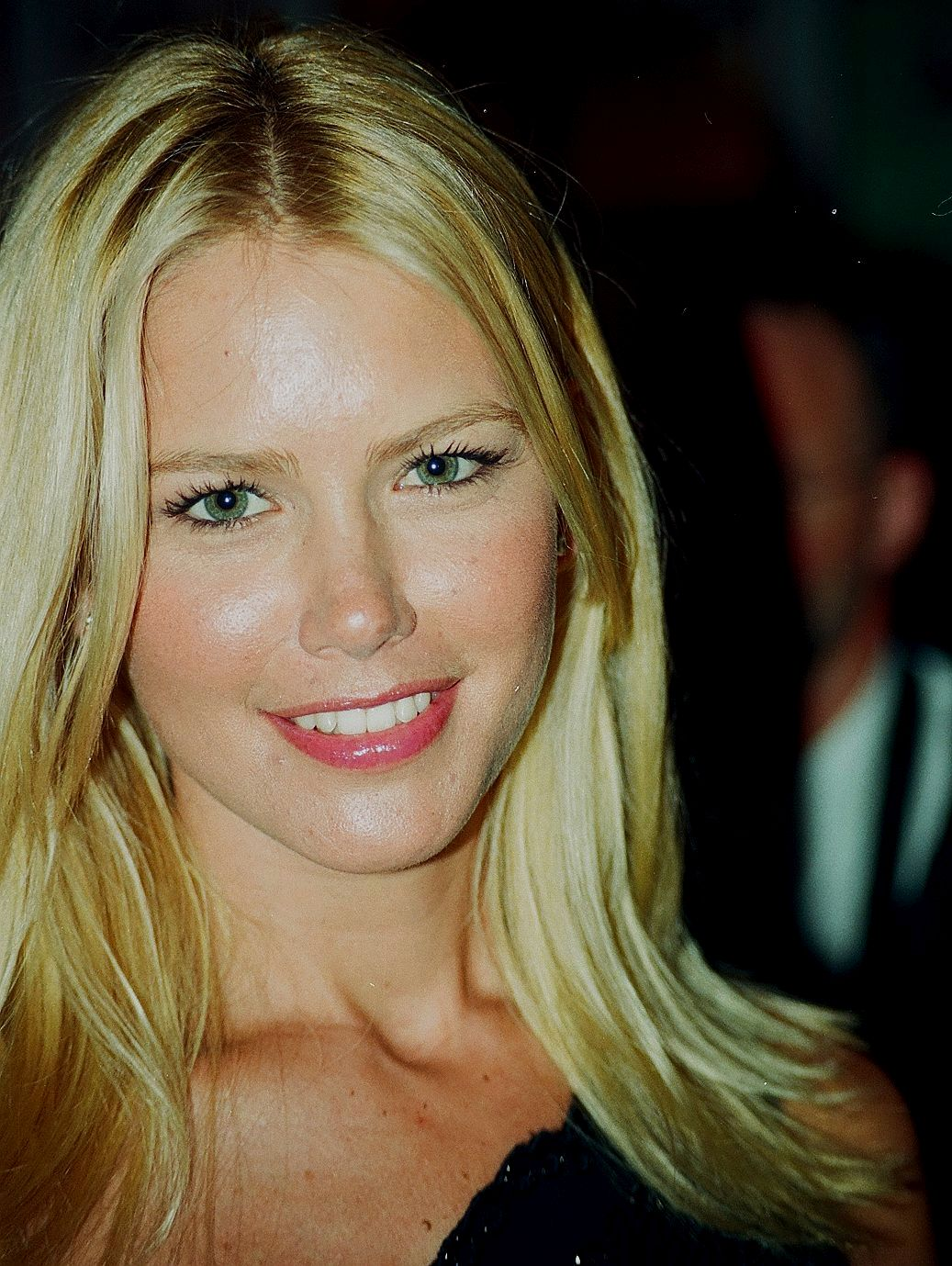
Valeria Mazza en 1999.

## Carrera

### Comienzos
Nació en la ciudad de Rosario, provincia de Santa Fe y se crio en Paraná, provincia de Entre Ríos. Comenzó su carrera a los 14 años, siendo descubierta por Roberto Giordano. A los 17, se trasladó a la ciudad de Buenos Aires, donde inició sus estudios de Terapia Ocupacional y comenzó a trabajar como modelo. Dentro de su trayectoria, enumera diversos trabajos participando en gran cantidad de desfiles y compartiendo pasarela con modelos como Claudia Schiffer, Naomi Campbell, Cindy Crawford, Elle Macpherson y Linda Evangelista. 
A lo largo de su carrera desfiló para las marcas internacionales más importantes: Valentino, Armani, Fendi, Dolce & Gabbana, Versace, Victoria's Secret, Christian Dior, Tommy Hilfiger, Ralph Lauren, Gianfranco Ferré, Donna Karan, Cavalli, entre otras.

### Carrera internacional
Logró reconocimiento internacional al aparecer en la portada de las revistas más importantes del mundo de la moda: Sports Illustrated Swimsuit Issue, Glamour, Cosmopolitan, Vogue, Elle, Marie Claire, Amica, Harper's Bazaar, Grazia, Photo, Woman, Telva y otras publicaciones. A partir de 1992 frecuentó los Estados Unidos y Europa afianzando su carrera a nivel internacional. Integró el grupo de las supermodelos — junto a Claudia Schiffer, Cindy Crawford, Naomi Campbell, Linda Evangelista, Christy Turlington y Kate Moss — y tuvo la oportunidad de trabajar con diseñadores de la talla de Gianni Versace, Giorgio Armani, Salvatore Ferragamo, Gianfranco Ferré, Kenzo, Issey Miyake, Thierry Mugler, Max Mara, Ralph Lauren, Carolina Herrera, Donna Karan, Dolce & Gabbana, Karl Lagerfeld y Valentino.
Los diarios The Sunday Times (Inglaterra) y El Mundo (España), en 1996 llevaron adelante una encuesta para elegir a las 100 mujeres más sobresalientes del siglo XX. Solo los nombres de dos modelos integraron la lista definitiva: Valeria Mazza y Claudia Schiffer.
En 1996 fue elegida en Italia para presentar el célebre Festival de la canción de San Remo junto a Pippo Baudo. Formó parte de la Fundación Kennedy de ayuda a los discapacitados físicos y psíquicos.
Guess, Escada, Versace, Chanel, Vichy, Clinians, Zeki Triko, Giorgio Grati, Dana B. & Karen, Halston, Chrysler, electre Paris, Apriorisette Escada A.G, Swatch y Bebe son algunas de las marcas que la seleccionaron para sus campañas publicitarias. Además, ha sido retratada por fotógrafos prestigiosos como Gilles Bensimon, Walter Chin, Bruce Weber, Herb Ritts, Patrick Demarchelier, Dominique Issermann, Stan Shaffer, Peter Lindbergh, Pamela Hanson, Mario Testino, Doug Ordway y Steven Meisel. Fue portada de más de 550 revistas en todo el mundo y protagonizó más de 86 comerciales de TV para marcas como Lux, Danone (junto a Cindy Crawford), Sanpellegrino (calze e collant), Villavicencio (agua mineral), Pepsi, Coca Cola y Falabella.
Fue presentadora de Fashion MTV Latinoamérica durante tres temporadas, y condujo algunos de los programas con mayores niveles de audiencia de Italia: Domenica In, el Festival de San Remo. 
En 1999 participó del ciclo Versus con un segmento de entrevistas internacionales. En 2001 fue coconductora de Scommettiamo Che? en la RAI de Italia y en 2002 la RAI la convierte en la conductora principal de Come Sorelle. En 2003 condujo su propio ciclo, Esta noche invito yo, televisado en Buenos Aires.
Su influencia como referente en el mundo de la moda alcanzó un público masivo a partir de su colaboración como columnista de opinión en la revista Viva, del diario Clarín.
En 2006 fue jurado de Supermodelo 2006. En 2009 fue jurado de Miss Universo 2009. En 2010 estuvo al frente de Proyecto Co - Creations un reality show producido por Eyeworks-Cuatro Cabezas dedicado a encontrar al mejor estilista latinoamericano.
En marzo de 2014 fue nombrada directora del programa universitario de modelos profesionales de la Universidad de Palermo, en Buenos Aires. Ese mismo año, fue conductora de El universo de Valeria Mazza, un ciclo de belleza y moda presentado en la pantalla de ¡Hola! TV.
En 2019 condujo la primera edición del Martín Fierro de la Moda, junto a Horacio Cabak. Además, recibió un premio por su trayectoria y contribución en el mundo de la moda.
En junio de 2020 fue la conductora del Miami Fashion Week que se realizó en formato digital.

## Vida personal
Es amiga de la actriz y periodista Maju Lozano, con quien compartió su etapa escolar en la ciudad de Paraná desde el jardín de infantes. 
En 1998 contrajo matrimonio con el empresario Alejandro Gravier con quien tiene cuatro hijos: Balthazar (n. 1999), Tiziano (n. 2002), Benicio (n. 2005) y Taína (n. 2008).
Mazza y su marido se reunieron con el papa Juan Pablo II, convirtiéndose desde ese momento en la primera modelo en ser recibida oficialmente por el sumo pontífice. En 2006 la familia fue invitada a la Ciudad del Vaticano por segunda vez para una audiencia privada con el papa Benedicto XVI.
En junio de 2013, Mazza y Gravier se encontraron con el papa Francisco durante la audiencia general que se realiza todos los miércoles en la Plaza San Pedro. En febrero de 2014 volvió a reunirse con el sumo pontífice en la audiencia general con toda su familia.

## Trabajos como empresaria
Se ha convertido en una exitosa empresaria. Con su línea de perfumes VM Beauty, su revista Valeria Mag y su marca de anteojos Valeria Mazza Eyewear ha llegado a los mercados de España, Francia, Italia, Alemania y Estados Unidos.

## Actividades benéficas
Siempre le ha dado importancia a la ayuda comunitaria, por eso desde los 13 años colabora con la fundación Nuevas Olimpíadas Especiales, cuya fundadora la nombró Embajadora Internacional en 1993.
En 2005 el Hospital Universitario Austral la nombró madrina del área pediátrica de alta complejidad.
En 2007, participó del primer desfile contra la anorexia, llevado a cabo en Milán, Italia.

## Trabajos en cine y televisión
- Fashion MTV (1993-1995)
- The Tonight Show with Jay Leno - Season 5 Episode 29 (1996)
- Premios Globo de Oro (1995)
- Cita con la vida (1996)
- Late Show with David Letterman[18] (1997)
- Gala de la hispanidad 1997 (1997)
- Victoria's Secret Fashion Show (1998)
- Paparazzi (Gossip)[19] (1998)
- Versus (1999)
- El gran concurso del siglo (1999)
- Yo soy Betty, la fea (2000)
- ¿Quién es Alejandro Chomski? (2002)
- Nessuno è perfetto (2002)
- Come Sorelle (2002)
- Esta noche invito yo (2003)
- La noche del 10 (2005)
- 101 Sexiest Celebrity Bodies (2005)
- Supermodelo 2006 (2006)
- Las mañanas de Cuatro (2006)
- Proyecto Co-Creations (2010)
- La pelu (2012)
- La dueña (2012)
- Viudas e hijos del rock and roll (2014)
- El universo de Valeria Mazza (2014)
- Premios Martín Fierro de la Moda (2019)
- Mask Singer: adivina quién canta 3 (2023)
- Valeria Mazza, un sueño dorado (2023)
- Bailando con las estrellas (2024)
- Premios Martín Fierro de la Moda (2024)

## Premios y reconocimientos

### Premios Martín Fierro de la Moda
| Año  | Categoría                          | Resultado |
| ---- | ---------------------------------- | --------- |
| 2019 | Trayectoria en el mundo de la moda | Ganadora  |